# ジョナサン・ティアースティン
ジョナサン・ティアースティン（Jonathan Tiersten、1965年8月11日 - ）は、アメリカ合衆国の俳優。

## 出演作品
- サマーキャンプ・インフェルノ